# Phare de Sainte-Marie
Le phare Sainte-Marie ou « phare de la Joliette » est un phare situé  à Marseille. Cet édifice construit en 1855 se situe au nord de l'esplanade de la Joliette qui marque l'entrée des bassins  du Grand port maritime de Marseille.

C'est une tourelle cylindrique en pierre calcaire de 21 m sur un corps de logis en maçonnerie.

L'électrification du feu fut effectuée en 1922.

Il est désormais éteint et remplacé par le feu rouge se trouvant à son pied.

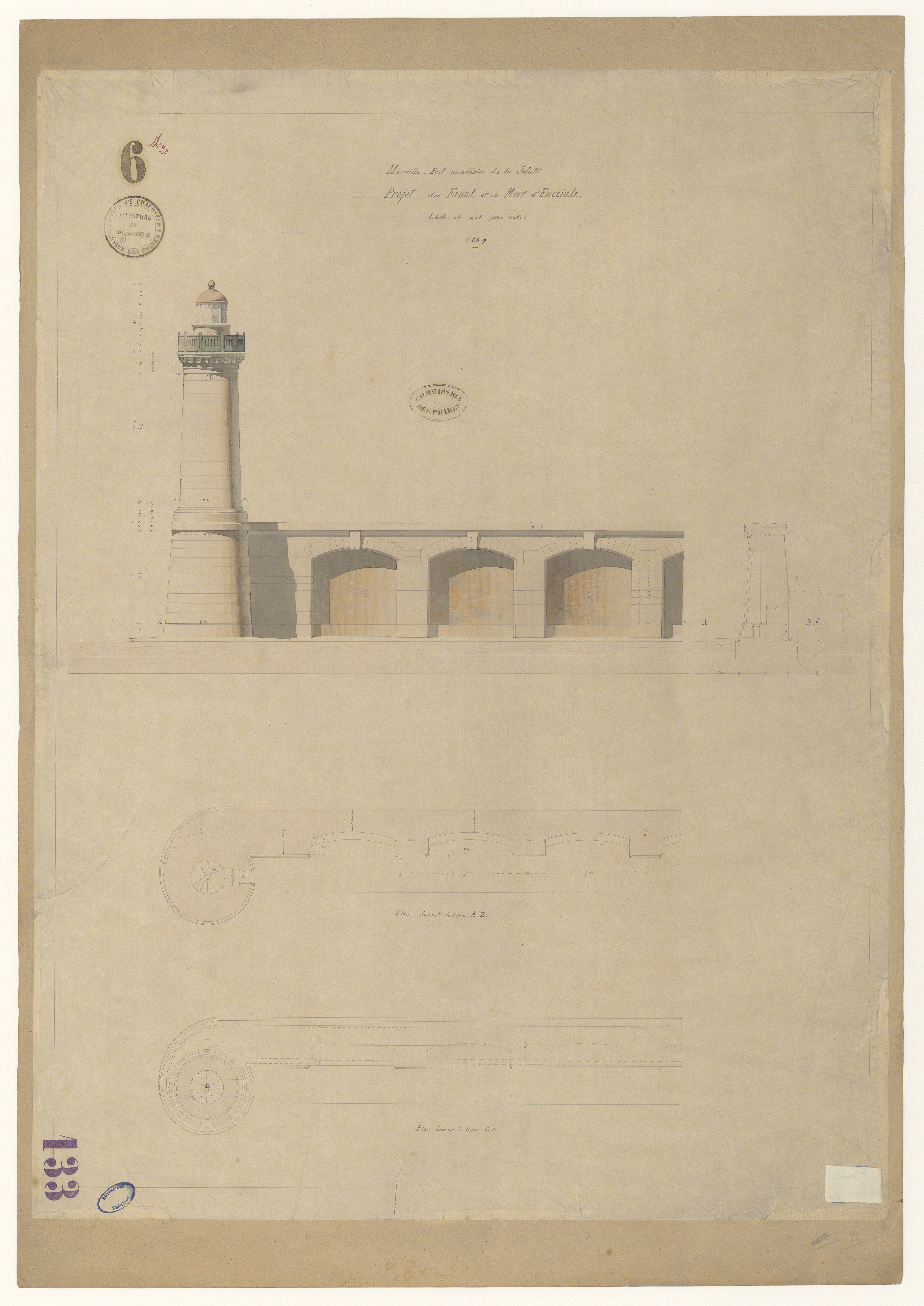
Marseille port de la Joliette - projet de fanal 1849

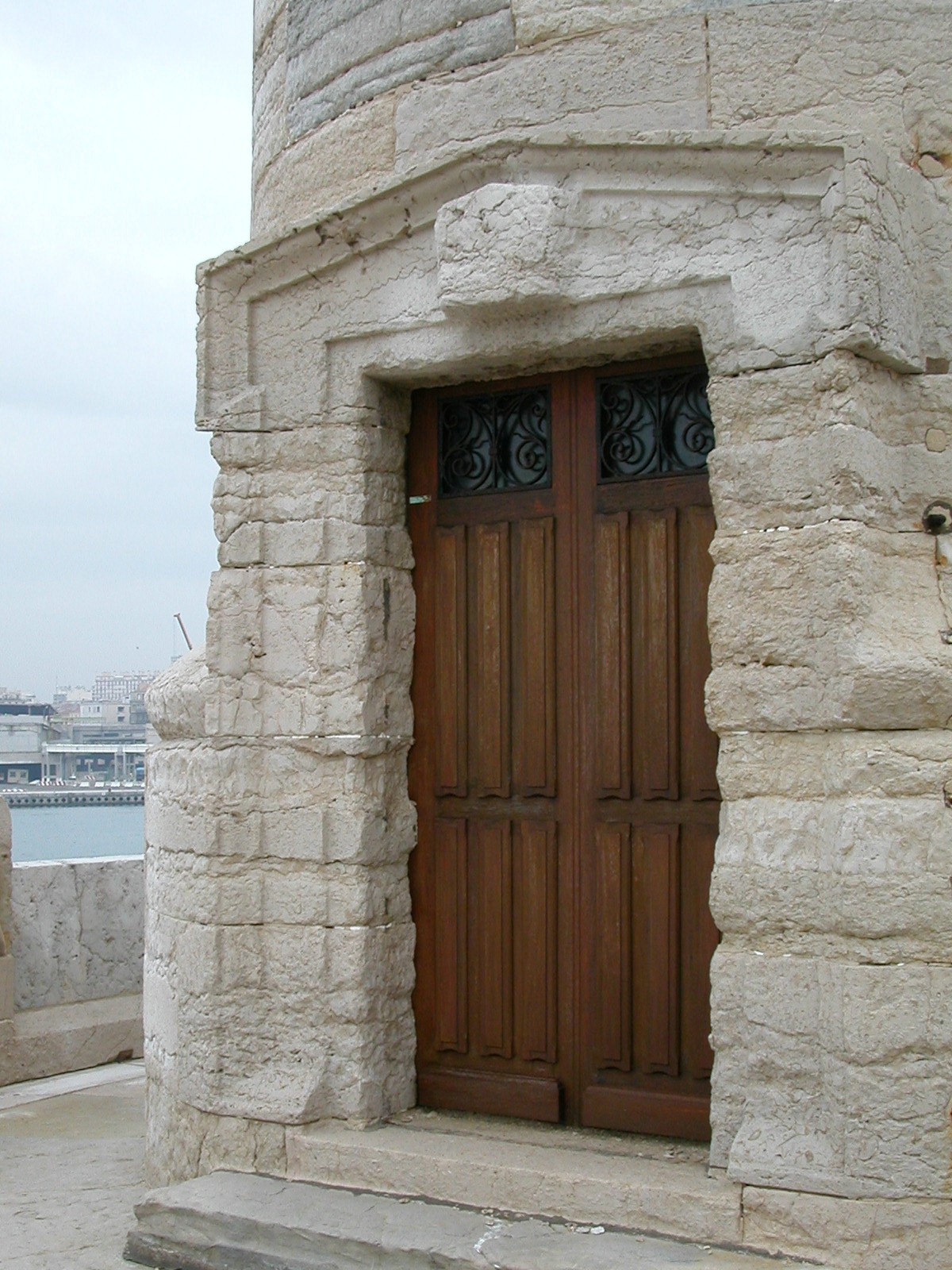
Porte du phare
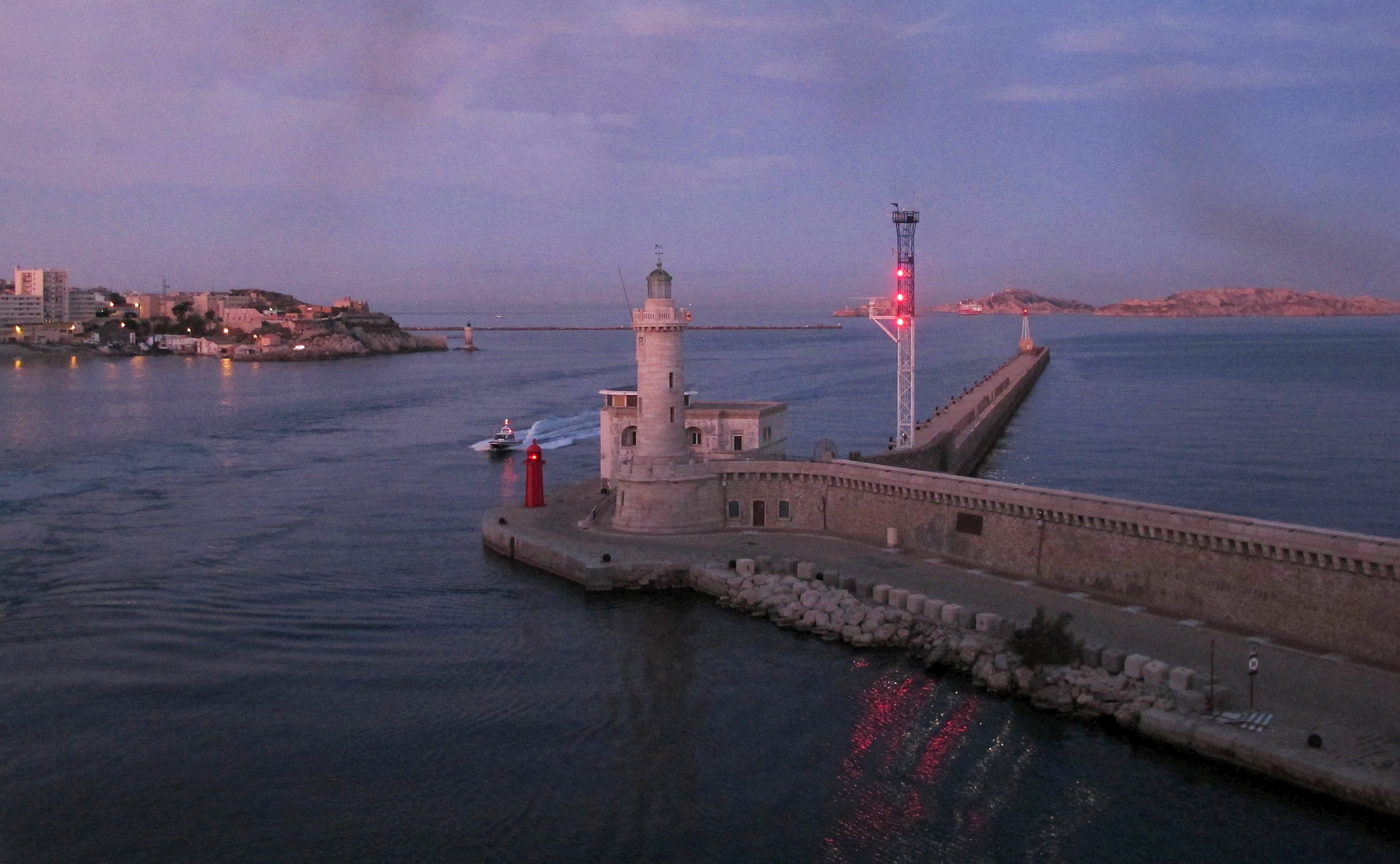
Le phare à l'aube avec le feu rouge à son pied.

Le port de Marseille est aussi signalé par le feu de Sourdaras et la tourelle du Canoubier.